# 疫苗和自闭症
疫苗和自闭症之間的聯繫是安德鲁·韦克菲尔德提出的一個假說，他於1998年在柳葉刀上發表論文，推斷MMR疫苗會引起自闭症。在此之前没有任何论文提到疫苗會引起自閉症。很快，科学界一致的研究表明两者之间無關，疫苗成分也不会引發自闭症，并且安德鲁·韦克菲尔德發表的论文被撤回。不過从此反疫苗运动支持者和阴谋论者仍然坚持相信疫苗會引起自閉症。 